# Utricularia unifolia
Utricularia unifolia — вид рослин із родини пухирникових (Lentibulariaceae).

## Біоморфологічна характеристика
Епіфіт.

## Середовище проживання
Цей вид має широке поширення в Коста-Риці, Еквадорі та Перу. Він також зустрічається в Панамі, Колумбії, Болівії та Венесуелі.
Цей вид зазвичай росте як епіфіт у гірських хмарних лісах або на вологих скелях; на висотах 2000–3000 метрів.